# Xie Qiuping
Xie Qiuping (nascida em 1960, na China) é uma mulher que atualmente está no Guinness Book por possuir o maior cabelo da humanidade. Em maio de 2004, ela foi medida pelos oficiais e teve como resultado um cabelo de 5627 milímetros. Ela tinha cabelo grande desde os 13 anos de idade, em 1973. Possui o recorde mundial no Guinness desde 2004.
Além de seu recorde, Xie Qiuping também venceu uma competição de cabelos longos em 1994, realizada pela Shanghai TV, e posteriormente fundou seu próprio estúdio especializado em cuidados capilares em Pequim .